# Canal de la Tortue (France)
Pour les articles homonymes, voir Canal de la Tortue.
La Tortue est un canal de drainage (de dessèchement) des marais de la Haute Deûle sur les deux rives au sud de l'agglomération lilloise.
Son nom est dû à la lenteur du déplacement de l’eau. Sa désignation officielle est « rigole d’assèchement (ou de dessèchement) des Marais de la Haute Deûle » (ou des marais de la Deûle) sur la carte de 1930.

## Histoire

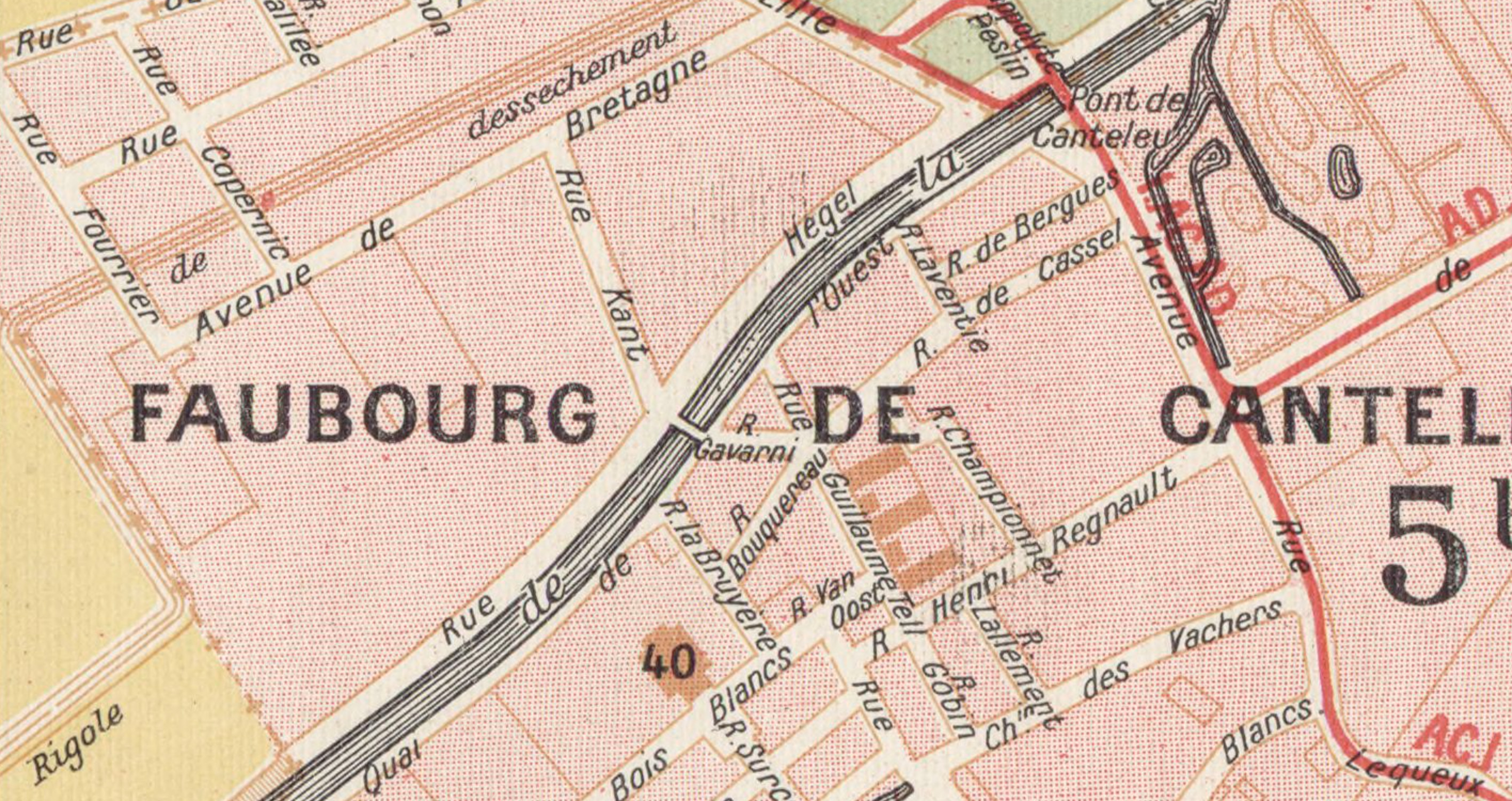
Extrait d'une carte de lille (1930), montrant la Tortue décrite comme ' Rigole de dessèchement du marais de la Deûle ' (ici dans le quartier de Canteleu, à Lambersart ; matérialisée par 4 traits parallèles orange)

Dès les années 1780, pour étendre les terres facilement cultivables, les autorités encouragent l'assèchement des marais de la Haute Deûle qui s'étendaient au sud de Lille.
Plusieurs « rigoles » sont creusées à cette époque mais les habitants qui vivent de l’extraction de la tourbe, les maraichers, les pêcheurs y sont opposés.
Le déclin de l’extraction de la tourbe permet la reprise du projet entrepris de 1859 à 1864 sur 14 communes de la Haute Deûle.
La Tortue date de cette époque. Ce petit canal de drainage était géré par une « commission d’entretien des marais de la Haute Deûle » constituée des propriétaires riverains, créé en 1866. Les fonctions de ce syndicat sont reprises par un SIVOM en 1992.

## Toponymie
On trouve à Lambersart une « Allée de la Tortue », située dans l'axe de la Tortue sur la carte de Lille en 1930.

## Situation
La Tortue s’écoule sur les deux rives de la Deûle, de Sainghin-en-Weppes à Lille sur la rive gauche, d’Annoeullin à Emmerin sur la rive droite. Sur cette rive, il s'agit plutôt d'un ensemble de rigoles distinctes, sa continuité est plus nette sur la rive gauche.
La longueur de son cours très sinueux est de l’ordre de 25 km, sa largeur est très variable, en général de 3 à 5 mètres avec des élargissements sous forme d’étangs.
Le niveau de la Tortue étant inférieur à celui de la Deûle des siphons permettaient de franchir ce canal d’une rive à l’autre.

## La Tortue actuellement
Depuis la mise à grand gabarit de la Deûle (vers 1970, la Tortue se jette dans ce canal à Haubourdin au niveau de l’autoroute A 25 par une station de relevage des eaux.
Au-delà, la rigole de la Tortue existe encore mais elle n’est plus visible, étant recouverte dans les communes de Sequedin, Lomme et Lambersart.
Après un parcours souterrain, la tortue alimente le bassin qui entour le Grand Carré lunette aménagée en 1722 du front nord de anciennes fortifications de Lille, située à l'extrémité de l'esplanade de la Citadelle. Au-delà le siphon dit « du Petit-Paradis » permet à la Tortue de passer sous le canal de l'esplanade. Après un tronçon souterrain sous le nœud autoroutier entre le pont Jouhaux et l'avenue Adolphe Max (secteur devant l'ancienne porte Saint-André). L'eau réapparaît au bord de la corne de Saint-André (élément avancé de l'enceinte de Vauban construit vers 1690), longe les anciennes fortifications et se jette dans le tronçon maintenu en eau de la Basse Deûle près de la plaine de la Poterne,.
La tortue qui fut très polluée par les rejets industriels a été épurée, puis mise en valeur dans sa traversée du parc de la Deûle à Wavrin et à Santes où elle alimente des étangs ; une promenade de la Tortue y a été aménagée.
Elle reste polluée, en aval, à Haubourdin.

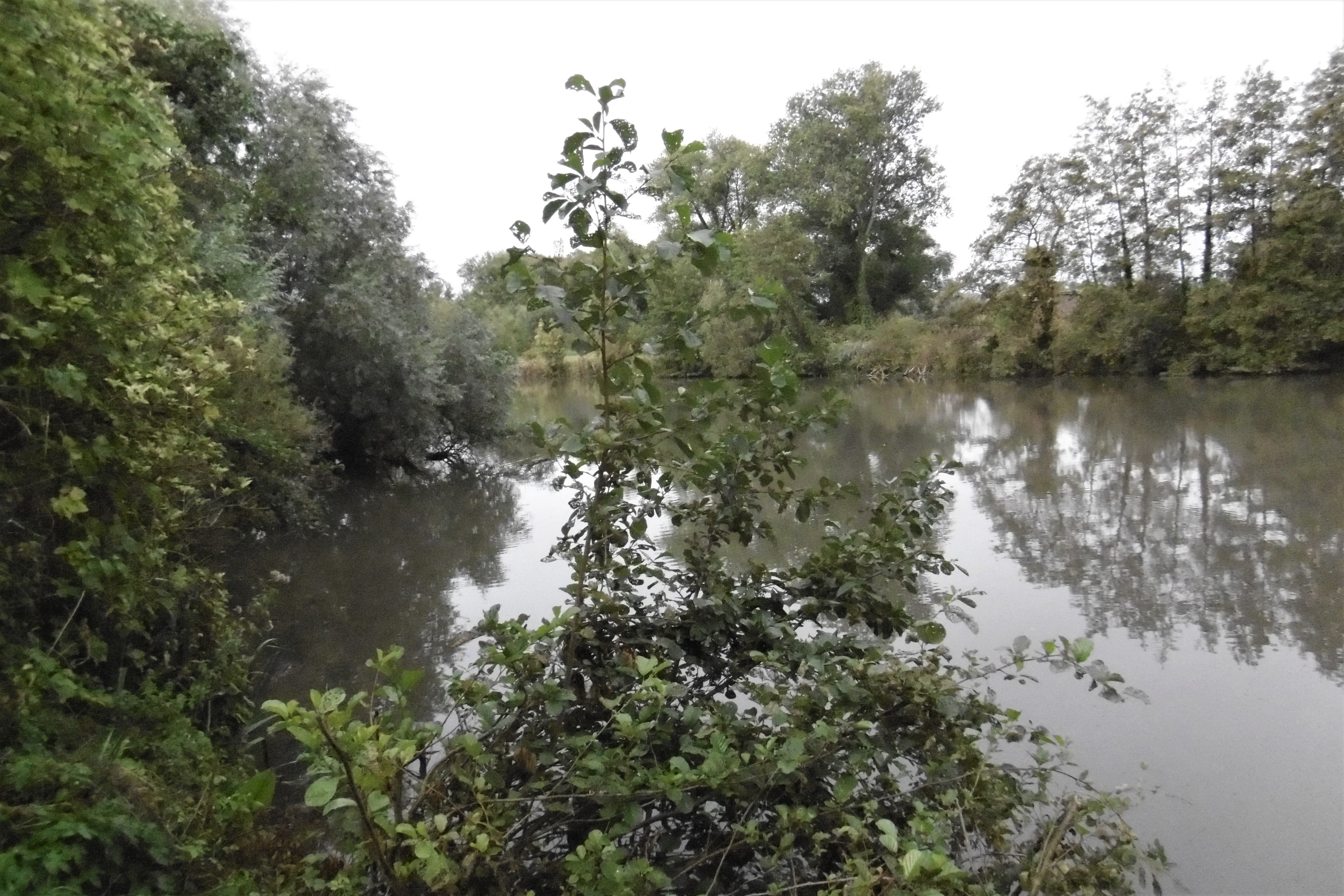
La Tortue à Wavrin
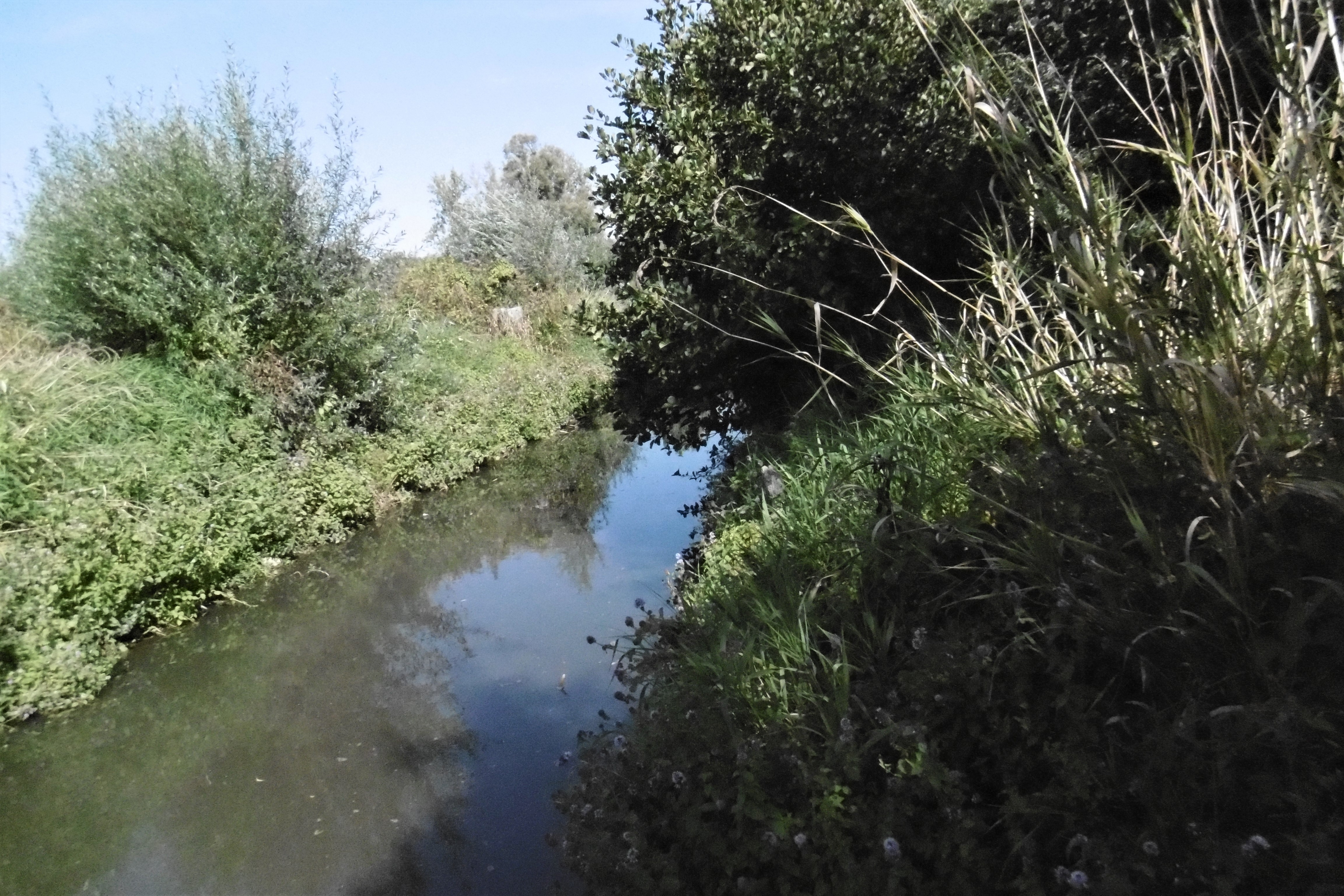
La Tortue à Santes
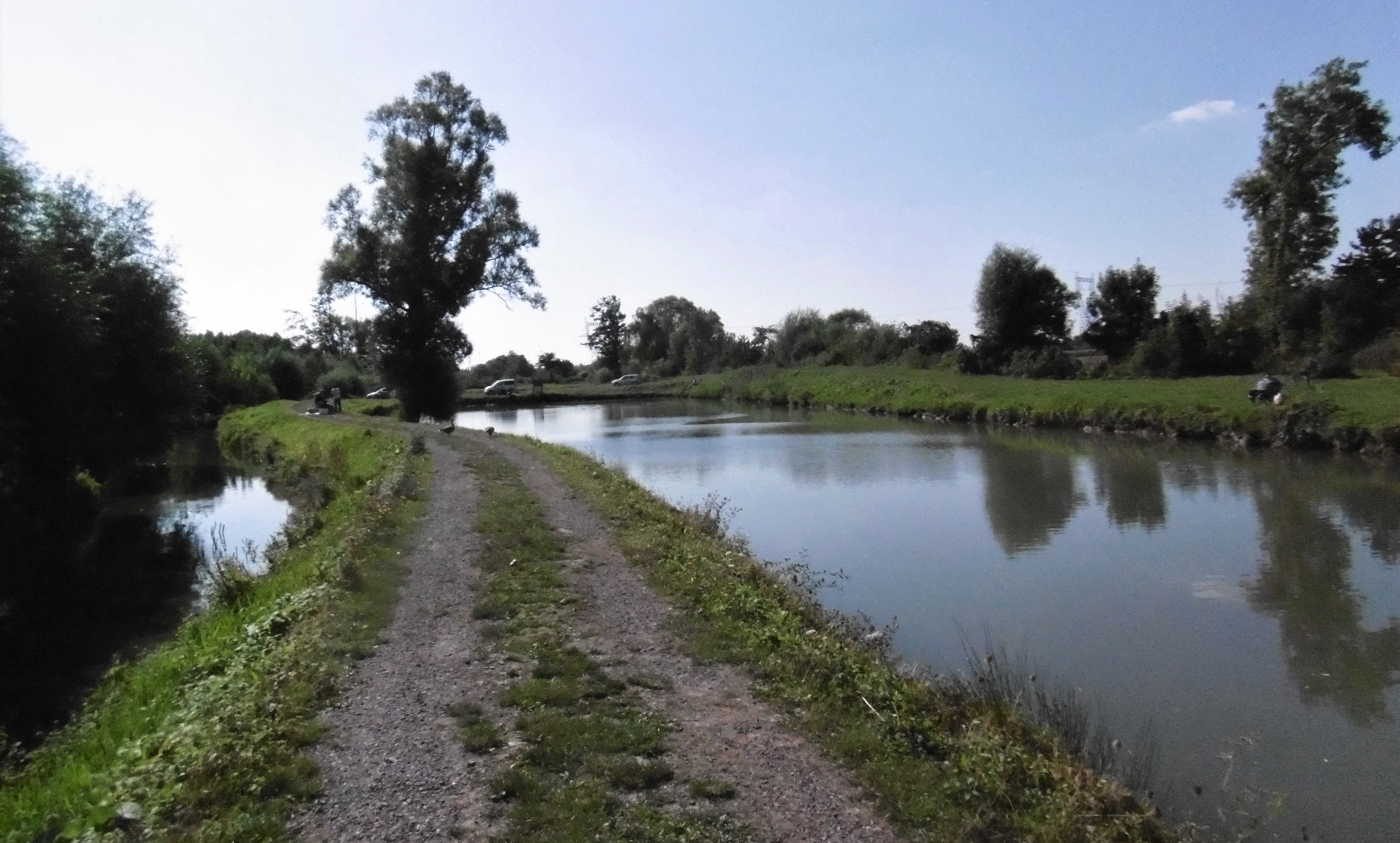
La Tortue étang de la gîte à Santes
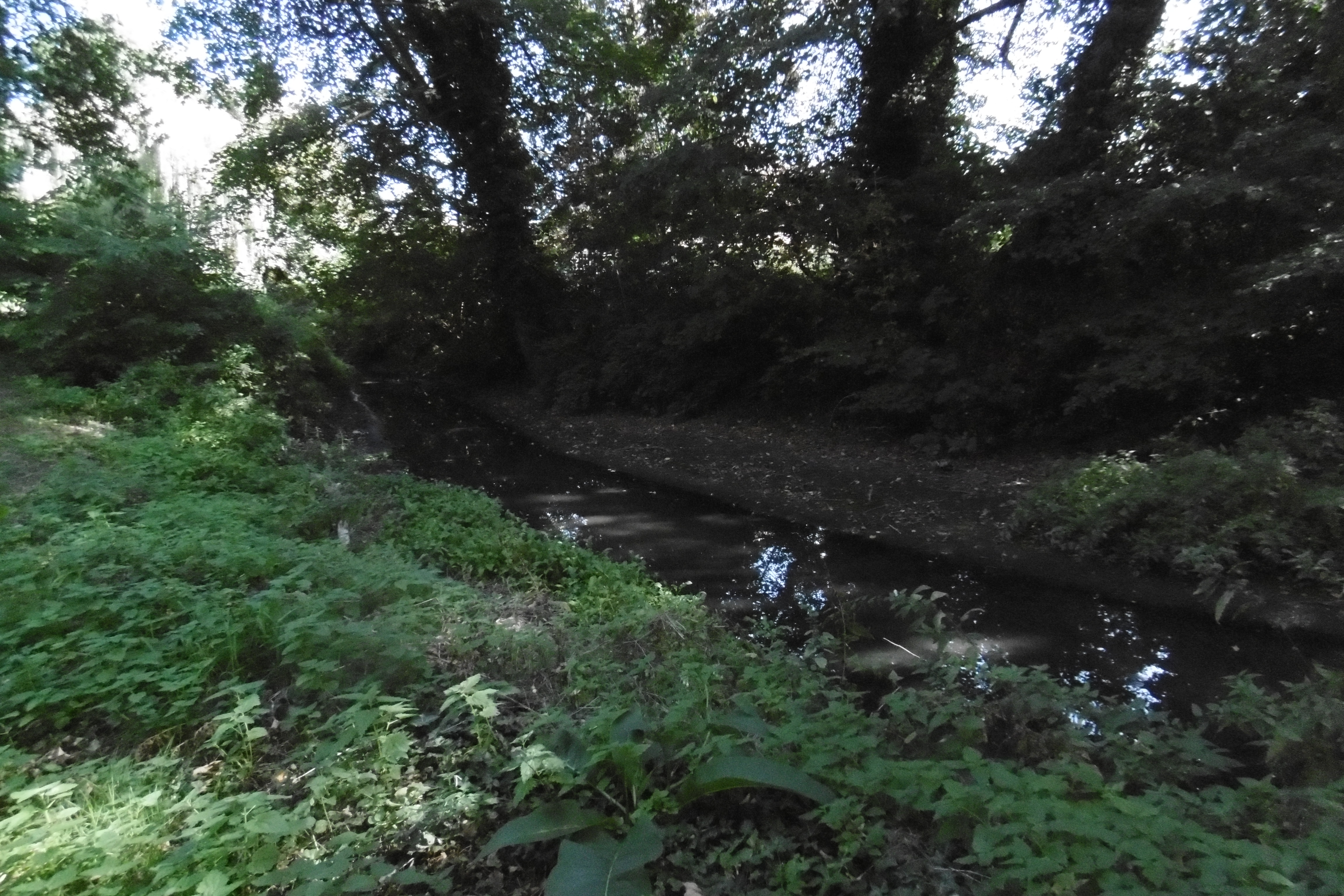
La tortue à Haubourdin